# (6305) Helgoland
(6305) Helgoland ist ein Asteroid des inneren Hauptgürtels, der am 6. April 1989 vom deutschen Astronomen Freimut Börngen an der Thüringer Landessternwarte Tautenburg (IAU-Code 033) in Thüringen entdeckt wurde.
Der Asteroid wurde nach der deutschen Insel Helgoland benannt.